# Oneirodes theodoritissieri
Oneirodes theodoritissieri is een straalvinnige vissensoort uit de familie van armvinnigen (Oneirodidae). De wetenschappelijke naam van de soort is voor het eerst geldig gepubliceerd in 1938 door Belloc.